# Municipio Lima Blanco
El Municipio Autónomo Lima Blanco es uno de los 9 municipios que forman parte del estado Cojedes, Venezuela. Tiene una superficie de 133 km² y una población de 9454 habitantes, según censo de 2001. Su capital es el poblado de Macapo. Está dividido en dos parroquias: La Aguadita y Macapo. Recibe su nombre por el presbítero venezolano, Leopoldo Lima Blanco (1868-1919).

## Geografía
Se encuentra al norte de Cojedes en las faldas de la serranía del Interior, presenta una temperatura medial anual de 27 °C, llegando a un promedio máximo de hasta 37 °C y un promedio mínimo de 20 °C. La humedad relativa promedio anual es de 75% con promedio mensual máximo de 98% y una mínima de 28%.

### Parroquias
1. La Aguadita
2. Parroquia Macapo

## Límites
Al norte limita con el estado Yaracuy, al sur con los municipios Tinaco y San Carlos, al este con los municipios Falcón y Pao de San Juan Bautista y por el oeste con el municipio San Carlos.

## Política y gobierno

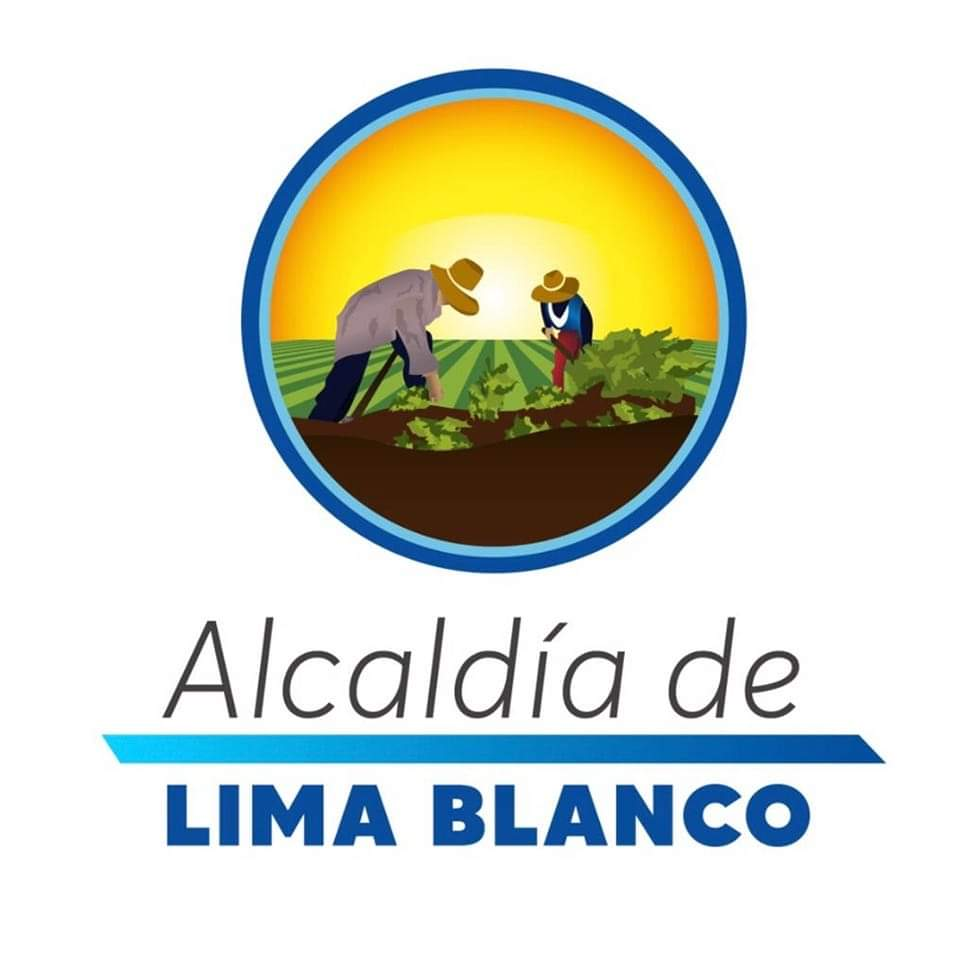
Logo de la Alcaldía 2021-2025.

### Alcaldes
| Período     | Alcalde              | Partido político / Alianza | % de votos | Notas |
| ----------- | -------------------- | -------------------------- | ---------- | --- |
| 1995 - 2000 | Moraima Machado      | AD                         | -          | Primer alcalde bajo elecciones directas (se realizaron elecciones generales adelantadas en el 2000 debido a la aprobación de la Constitución de 1999) |
| 2000 - 2004 | Moraima Machado      | AD                         | 42,34      | Reelecta |
| 2004 - 2008 | Jose Orangel Sánchez | MVR                        | 35,61      | Segundo alcalde bajo elecciones directas |
| 2008 - 2013 | Saddi Pérez          | NUEVO DIA                  | 33,40      | Tercer alcalde bajo elecciones directas (se postergan 1 año las elecciones municipales pautadas para finales del 2012)                                |
| 2013 - 2017 | Juan Morales         | PSUV                       | 43,66      | Cuarto alcalde bajo elecciones directas |
| 2017 - 2021 | Juan Mejias          | PSUV                       | 66,80      | Quinto alcalde bajo elecciones directas |
| 2021 - 2025 | Pedro Luis Sánchez   | MUD                        | 58,67      | Sexto alcalde bajo elecciones directas. |
| 2025 - 2029 | José Solórzano       | VVC                        |            | Séptimo alcalde bajo elecciones directas |

### Concejo municipal
Período 1995 - 2000
| Concejales:     | Partido político / Alianza |
| --------------- | -------------------------- |
| Douglas Guzmán  | AD                         |
| Junior Gonzalez | AD                         |
| Lewis Montero   | COPEI                      |
| Carlos Zambrano | COPEI                      |
| Oscar Veloz     | CONVERGENCIA               |

Período 2000 - 2005
| Concejales:         | Partido político / Alianza |
| ------------------- | -------------------------- |
| Juan Carlos Guevara | AD                         |
| Nora Yelitza Reyes  | AD                         |
| Junior González     | AD                         |
| Froilan Escorcha    | MVR                        |
| Humberto Malpica    | G.H                        |

Período 2005 - 2013
| Concejales:       | Partido político / Alianza |
| ----------------- | -------------------------- |
| Wilfredo Castillo | MVR                        |
| Johnson Matute    | MVR                        |
| Wladimir Escorche | MVR                        |
| Freddy Sánchez    | PCV                        |
| Soraya Escorche   | PODEMOS                    |

Período 2013 - 2018:
| Concejales         | Partido político / Alianza |
| ------------------ | -------------------------- |
| Yelilis Escorche   | PSUV                       |
| Leonerdo Rivas     | PSUV                       |
| Mariela Villalonga | PSUV                       |
| Keyla Daza         | PSUV                       |
| Soraya Escorche    | PASOCO                     |

Período 2018 - 2021
| Concejales       | Partido político / Alianza |
| ---------------- | -------------------------- |
| Oswaldo Ortega   | PSUV                       |
| Yerilis Escorche | PSUV                       |
| Nikol Mireles    | PSUV                       |
| Elpy Benitez     | PSUV                       |
| Gabriel Guevara  | PSUV                       |

Período 2021 - 2025
| Concejales:     | Partido político / Alianza |
| --------------- | -------------------------- |
| José Solorzano  | MUD                        |
| Lilia Reyes     | MUD                        |
| Alberto Machado | MUD                        |
| Yeira Guerra    | MUD                        |
| Luis Díaz       | PSUV                       |